# Siheung
Siheung (Siheung-si; 시흥시; 始興市), è una città della provincia sudcoreana del Gyeonggi.